# Idioma tuwat
Tuwat (Touat, Tuat) es un idioma bereber de la rama zenati. Lo hablan bereberes Zenata en varios pueblos de la región Tuat del sur de Argelia; en particular Tamantit (donde ya estaba prácticamente extinto en 1985) y Tittaf, ubicado al sur del área de habla bereber gurara.  Ethnologue  los considera un solo idioma, "Zenati", pero Blench (2006) clasifica el gurara como un dialecto de las lenguas mzab-wargla y el tuwat como un dialecto del grupo del Rif.